# Gymnopilus subpurpuratus
Gymnopilus subpurpuratus là một loài nấm trong họ Cortinariaceae.